# Боровец
Вижте пояснителната страница за други значения на Боровец.
Боровец (до 29 юни 1942 г. Чамкория) е първият планински курорт в България. Намира се в община Самоков, Софийска област.
Според Националния статистически институт, към 2020 година комплексът разполага с 4536 легла в 28 места за настаняване, броят на нощувките е 338 хиляди, а на пренощувалите – 98 хиляди души.

## История
Мястото датира като такова за отдих още от 1896 г., когато генерал Тантилов, тогава подполковник, построява първата вила за почивка, а впоследствие княз Фердинанд построява двореца „Царска Бистрица“.
Следвайки примера на българския княз и цар, редица други по-заможни българи (предимно банкери и предприемачи) от столицата и големите градове започват да строят в Боровец вили за отдих и почивка. Като ски-курорт Боровец се оформя през 60-те и 70-те години на 20 век, когато се разраства с изграждането на първите хотели в алпийски стил и съоръжения за зимни спортове.
Курортът на два пъти е домакин на състезания за Световната купа по ски алпийски дисциплини (1981 и 1984 г.), а през 1993 г. в Боровец се провежда Световно първенство по биатлон.

## Местоположение и климатични дадености
Боровец е най-близкият до София зимен курорт и е предпочитан като такъв от жителите на българската столица. Разположен е на надморска височина от 1300 до 2550 метра на северните склонове на Рила, на 68 км от София, 83 км от Благоевград и 125 км от Пловдив. Най-близкият град е Самоков, на 9 км. разстояние.
Климатът в курорта е умерен, зимата е мека и с много снеговалежи. Средната температура през януари – най-студеният месец, е около минус 4,8 °C. Ски-сезонът обикновено продължава от средата на декември до април.
Курортът предлага отлични условия за планински туризъм и спорт: алпийски ски, сноуборд, ски бягане, планинско колоездене. Освен това по високите части на Рила планина – ски център Маркуджик, в разгара на сезона, снежната покривка достига 2 m, което предоставя изключителни възможности за екстремно каране на алпийски ски и сноуборд.

## Данни
Ски информация
- Надморска височина на курорта: 1300 м.,

- Най-висока ски точка: 2560 м.,
- Маркирани ски писти: 58 км,
- Най-дълга писта: 12 км,
- Посоки на склоновете: С, СЗ, З,
- Писти за ски бягане: 35 км,
- Съоръжения за биатлон,
- Детски снежен парк „Borokids“
- 8 осветени писти за нощно каране – „Мартинови Бараки 1, 2, 3 и 4“, „Ротата“, „Иглика“, „Рила“ и долната част на ски-път „Ситняково“
- Брой оръдия за сняг в ски-центрове „Ястребец“ и “Ситняково": 175
- Възможности за фрирайд и ски туринг
- Телефонен код 0750.

Лифт-станции
- лифт „Ястребец“ (междинна станция – кабинков, капацитет 1200 души на час, дължина на трасето 4827 м);
- лифт „Мартинови бараки експрес“ (шестседалков, капацитет 3000 души на час, дължина на трасето 1209 м, нощно каране);
- „Ситняковски лифт“ (т. нар. „Ситняковски експрес“ – четириседалков, капацитет 2400 души на час, дължина на трасето 2050 м);
- лифт „Ястребец Експрес“ (четириседалков, капацитет 2400 души на час, дължина на трасето 2050 м);
- лифт „Маркуджик 2“ (четириседалков, капацитет 2400 души на час, дължина на трасето 950 м).

Ски влекове
- ски влек „Ситняково“ (дължина на трасето 226 м); ски влек Рила (дължина на трасето 180 м, нощно каране);
- ски влек „Иглика“ (дължина на трасето 196 м, нощно каране);
- ски влек „Ротата“ (дължина на трасето 500 м, нощно каране);
- ски влек „Маркуджик 0“ (дължина на трасето 500 м);
- ски влек „Маркуджик 1“ (дължина на трасето 903 м);
- ски влек „Маркуджик 3“ (дължина на трасето 1031 м).

## Спорт
В Боровец се провеждат редица състезания. Той два пъти е домакин на състезания за Световната купа по ски алпийски стил и дванадесет пъти домакин на съревнованието за Европейска купа. Последното състезание – гигантски слалом за жени – се провежда пред февруари 2016 г.
Боровец предлага възможност за планинско колоездене. През 2010 г. по утвърдени световни стандарти тук е създаден Боровец байк-парк с над 20 км маркирани трасета, подходящи за начинаещи и за напреднали. Изградено е трасето „даунхил“ с дължина 2400 м и 440 м денивелация. Тук любителите на екстремни преживявания ще намерят скокове, виражи и технични линии с такова ниво на трудност, което превръща „даунхил“ в предизвикателство дори за най-опитните.
Трасето е подходящо за провеждане на състезания от международно и световно ниво.
В Боровец се провеждат и маунтин-байк турове по маршрути.
Географските дадености на Боровец обуславят идеални условия за скално катерене и алпинизъм. Има редица катерачни обекти с нива на трудност, както и технични траверси – различни категории.

## Забележителности

### Природна забележителност Черната скала
Намира се близо до курорта Боровец и представлява грамадна каменна скала, чиито стени се извисяват над долината на р. Голяма Сливница. Разстоянието от върха до подножието ѝ е 135 м. В горната си част представлява равна скална площадка, обезопасена с метален парапет, откъдето се открива панорама към планинските склонове и гористата урва.
Черната скала има и печален образ. В тази пропаст след 9 септември 1944 г. без съд и присъда са избити 60 – 70 души (точният им брой не е известен и до днес) от Самоков, селата Бели Искър и Белчин. За жертвите на комунистическия режим писателят Георги Манов написва книга, озаглавена „Черната скала“. На лобното място в памет на загиналите по-късно е издигнат железен кръст. 

## Развитие в перспектива
До 2009 г. Боровец е най-големият и значим български планински курорт и център, но е изпреварен от Банско, чиято ски-зона е с дължина на ски-пистите от 70 км. 
На 30 юли 2004 г., с цел запазване и развитие на курорта и цялата прилежаща зона над гр. Самоков, е промотиран ски-проекта Супер Боровец. Планирано е изграждането на комплекс „Самоков – Боровец – Бели Искър“, чиято реализация трябва да стартира от 2005 г. Според направените планове е предвидено курортът да се раздели на три зони и да се осъществят три различни типа застрояване, като към супер-проекта са включени и съседните селища Бели Искър и Радуил с местностите Бяла поляна и Гвардейска поляна, като изходни точки за ски.
Към 2015 г., т.е. 10 години след първоначално предвидения старт по реализацията на амбициозното инвестиционно начинание, все още нищо от предвидения проект не е изградено. Междувременно на 8 октомври 2007 г. е направена церемониално първа копка по реализацията на проекта за реконструкция и развитие на Боровец. 
Супер Боровец, като инвестиционно намерение, е най-мащабният подобен проект в Източна Европа, а и на Балканите. Боровец е част от най-мащабния ски курорт на Балканския полуостров и един най-големите в Европа, включвайки още курортите Бели Искър, Мала Църква, Маджаре, Говедарци, Мальовица, под наименованието ски-курорт Боровец-Искровете-Мальовица.

## Други
На Боровец е наречена улица в квартал „Симеоново“ в София (Карта).